# Машечкин, Игорь Валерьевич
Игорь Вале́рьевич Ма́шечкин (род. 1956) — математик, доктор физико-математических наук, заведующий кафедрой интеллектуальных информационных технологий факультета ВМК МГУ.

## Биография
Окончил среднюю школу № 52 с углублённым изучением математики (1973). Окончил факультет ВМК МГУ (1978).
Защитил диссертацию «Бюджетирование ресурсов в системах дистанционного доступа» на степень кандидата физико-математических наук (1981).
Защитил диссертацию «Многофункциональная система кросс-программирования» на степень доктора физико-математических наук (1996).
Получил звание профессора (2000).
В Московском университете работает с 1978 года в должностях: инженер (1978–1982), ассистент (1982—1989), доцент (1989—1999), профессор (с 1999) кафедры автоматизации систем вычислительных комплексов факультета ВМК. Заведующий лаборатории технологий программирования факультета (с 2001). Заместитель декана факультета (1988—1990).
Область научных интересов: разработка программных систем на основе использования методов интеллектуального анализа данных (Data mining).
Автор 8 книг и более 100 научных и учебно-методических работ. Подготовил 5 кандидатов физико-математических наук.
Награждён Золотой медалью АН СССР за лучшую работу молодых учёных (1984). Почётный работник высшего профессионального образования Российской Федерации (2006).